# 霊台橋

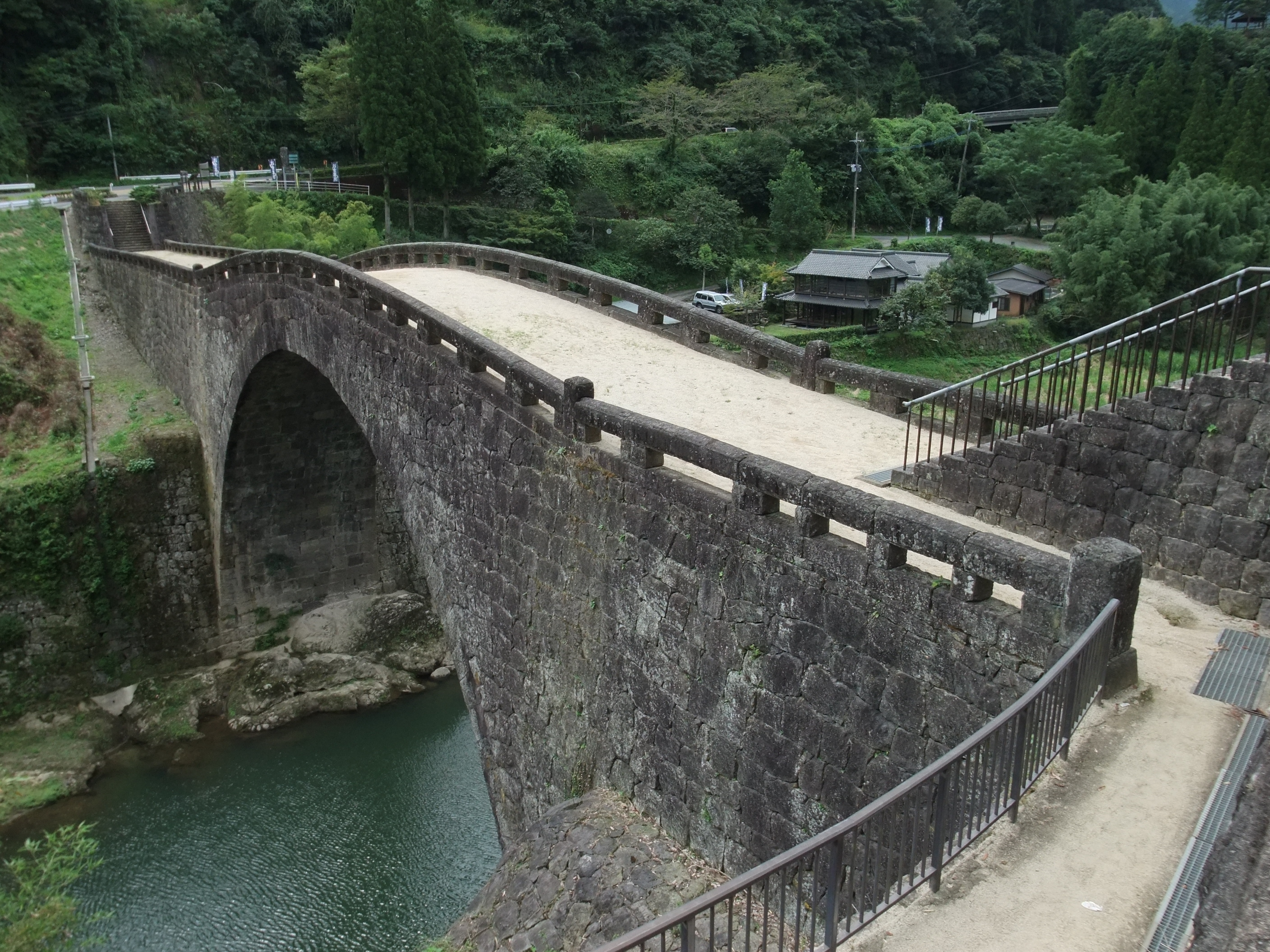
霊台橋

霊台橋（れいだいきょう）は、熊本県下益城郡美里町を流れる緑川に架かる江戸時代末期の石橋。別名船津橋。国指定（昭和42年（1967年）6月15日）の重要文化財。
明治以前に竣工した石橋として日本最大のアーチ径間を誇り、大正、昭和時代の石橋を含めても日本で三番目に大きい。また、単一アーチ石橋として熊本県で最も大きい。

## 概要
緑川水系には、いずれも美里町指定の重要文化財である二俣橋（ふたまたばし）および馬門橋（まかどばし）、また山都町に架かる通潤橋（国宝）、聖橋（町指定文化財）、金内橋（町指定文化財）など多くの石橋が存在しており、なかでも霊台橋は国の重要文化財に指定されている。
石同士はわずかな隙間も無い精密な作りで、架橋時に培われた技術は、霊台橋に30年先行した雄亀滝橋とともに、7年後に完成する通潤橋に応用された。種山石工の石橋は庶民が資金を出し合って造ったため質素な橋が多いが、深い谷に架かっている霊台橋は、土台を流水から守るための補強用の石垣に加え、欄干も用意された。
明治の後期に補強されて大型車なども通行していたが、鉄骨製の新橋が隣りに架けられた昭和41年（1966年）より自動車の通行が禁止され、昭和55年（1980年）に補強前の本来の姿に戻された。その際、補強の痕跡を歴史の一部として残したため、橋の両端が高くなっている。

## 歴史
霊台橋が架けられた場所は、昔の街道である日向往還の一部だったが、船津峡と呼ばれる深い渓谷で緑川の中でも流れの速いところだった。橋が無いころは下流で船渡しを行っていたが雨が降り増水すると使用できなくなり、さらに荷を抱えて渓谷を昇り降りするのは負担で、役所も急用の際は矢に通信文を結び連絡していたほどだった。
文政2年（1819年）より木橋が架けられるようになったが再三流失したことから、惣庄屋の篠原善兵衛が二度と流されることの無い石橋の架橋を発案し、自らも出資して種山石工の卯助に建設を依頼した。
卯助は兄弟の宇市、丈八さらに地元の大工・伴七とともに弘化3年（1846年）工事を開始し、翌年の弘化4年（1847年）当時としては前例の無い大きさの石橋を完成させた。
梅雨と台風が来る季節を避けて造られたためわずか6-7か月の工事期間であり、参加した大工の数は72人、地元の農民の協力のもと延べ43,967人が工事に参加した。地元の農民の協力で予定より早く工事が終わったことが、中国の古典「孟子」の中の文王霊台建造の話に類似すると考えた篠原善兵衛は、この故事にあやかり「霊台橋」と名付けた。霊台とは物見台の意味である。
しかしあまりの大工事に心労が重なり、卯助は以後二度と石橋を造らなくなったという。
明治33年（1900年）県道の一部とされた際、石橋の上にさらに石垣を積んで石橋上の道を平らにし、バスやトラックなど大型車を含む車が通れるようにした。昭和27年（1952年）に県道の国道昇格に伴い国道橋となる。昭和41年（1966年）5月、上流側に並行して鉄骨製の新霊台橋が完成し、国道橋としての役目をこれに譲った石橋は自動車の進入が禁止され観光用の人道橋となった。
その翌年に重要文化財の指定を受け、昭和55年（1980年）より完成当時の姿に復元する工事が行われ現在に至る。

## データ
- 全長89.86m
- 道幅5.45m
- 高さ16.32m
- 径間（アーチの大きさ）28.3m

## 観光
- ライトアップが行われている
- 駐車場と国道を挟んだ反対側に観光用の休憩所（民間）がある
- 霊台橋の緑川左岸には、新霊台橋架橋の翌年に廃止された内大臣森林鉄道の隧道跡が残っている

## 交通
- バス
熊本桜町バスターミナルより熊本バス辺場経由浜町行きに乗車し「霊台橋」バス停下車すぐ、もしくは砥用ゆきに乗車し終点「砥用・学校前」下車、徒歩30分（2.5㎞）
- 自動車
九州自動車道松橋インターチェンジより国道218号経由で40分ほど（19㎞）。
国道218号沿いにあり、周囲は10台ほど停められる駐車場、トイレ、売店、展望台があるなど整備されている